# Acacia sphaerocephala
Acacia sphaerocephala är en ärtväxtart som beskrevs av Diederich Franz Leonhard von Schlechtendal och Adelbert von Chamisso. Acacia sphaerocephala ingår i släktet akacior, och familjen ärtväxter. Inga underarter finns listade i Catalogue of Life.